# Boyzone
Boyzone — ирландская мальчиковая поп-группа (бой-бэнд), которая за время своего существования продала около 20 млн записей и шесть раз возглавляла национальный хит-парад Великобритании.

## История
Впервые ребята возглавили чарты после распада своих основных конкурентов, Take That, осенью 1996 г. — с кавер-версией баллады Bee Gees «Words». Два года спустя выпустили свою самую успешную запись — «No Matter What» (автор — Эндрю Ллойд Уэббер). Это самый продаваемый сингл ирландского исполнителя в истории музыкального рынка Великобритании.
В 2000 г. основной вокалист Ронан Китинг объявил о начале сольной карьеры, а второй вокалист, Стивен Гейтли, признался в гомосексуальной ориентации и в романтических отношениях с участником другого популярного бой-бэнда — Caught In the Act. Распустив Boyzone, продюсеры коллектива занялись раскруткой их преемников — Westlife.
Вдохновлённые успешным воссоединением Take That и New Kids on the Block, участники Boyzone летом 2008 года вновь собрались вместе, чтобы записать 2 новых сингла: «Love You Anyway» и «Better», выпустить альбом лучших песен, а также проехать с туром по Европе.
11 октября 2009 года британское издание News of the World сообщило о смерти вокалиста группы Стивена Гейтли. 33-летний музыкант скончался ночью во сне в субботу, после того как сходил на вечеринку в курортном городе Пальма-де-Майорка, где он проводил выходные. Причиной смерти, как установила полиция, стал отёк лёгких.
8 марта 2010 года состоялся релиз нового студийного альбома группы — «Brother», первым синглом с которого стала композиция «Gave It All Away», записанная ещё до смерти Стивена Гейтли. Второй сингл, «Love Is a Hurricane», вышел 17 мая 2010 года.

## Дискография

### Альбомы
- Said and Done (1995)
- A Different Beat (1996)
- Where We Belong (1998)
- By Request (1999)
- Back Again... No Matter What (2008)
- Brother (2010)
- BZ20 (2013)
- Dublin to Detroit (2014)
- Thank You & Goodnight (2018)